# Fiskdamm, Härjedalen
Fiskdamm är en sjö i Härjedalens kommun i Härjedalen och ingår i Ljusnans huvudavrinningsområde.